# Alianza Democrática (Italia)
Alianza Democrática (en italiano: Alleanza Democrática) (AD) fue un partido político italiano fundado en 1993, con la intención de convertirse en el embrión de una alianza de las fuerzas del centro-izquierda italiano. Sin embargo el proyecto no tuvo éxito, y se convirtió en un partido minoritario, compuesto principalmente por antiguos republicanos y excomunistas. Su líder era Willer Bordon.
AD pretendía reformar el centro-izquierda, uniendo en un solo bloque tanto los centristas del Pacto Segni y el post-comunista Partido Democrático de la Izquierda, y transformarlo en un "Partido Democrático Italiano", inspirado en el Partido Demócrata de los Estados Unidos. El partido tuvo posturas muy liberales sobre la economía, propuso una reorganización del sistema político italiano y era muy crítico con la percepción de estatismo de la izquierda italiana.
Tras presentarse dentro de la coalición Alianza de los Progresistas y obtener un resultado mediocre (1,2% de los votos) en las elecciones generales de 1994, éstas fueron ganadas por Silvio Berlusconi, que había adoptado la mayor parte de las políticas de AD. Posteriormente sus miembros se aliaron con la izquierda y más tarde con las coaliciones de centro-izquierda, con las notables excepciones de Ferdinando Adornato, actual miembro de la Unión de Centro, y Giulio Tremonti, actual miembro del Pueblo de la Libertad. Sin embargo, Tremonti pasó previamente por Pacto Segni en 1994 y Adornato se unió a Forza Italia en 1996.
En 1996, el partido se convirtió en la Unión Democrática con la entrada de otros republicanos como Antonio Maccanico, y algunos socialistas como Giorgio Benvenuto.